# Toumani Camara
Toumani Camara, född 8 maj 2000 i Bryssel, är en belgisk professionell basketspelare (PF) som spelar för Portland Trail Blazers i National Basketball Association (NBA).
Han draftades av Phoenix Suns i andra rundan i 2023 års draft som 52:a spelare totalt.
Innan Camara blev proffs studerade han först på University of Georgia och spelade för deras idrottsförening Georgia Bulldogs. Camara blev senare överförd till University of Dayton för spel i Dayton Flyers.